# Bazus-Aure
Bazus-Aure település Franciaországban, Hautes-Pyrénées megyében. Lakosainak száma 144 fő (2022. január 1.). Bazus-Aure Grézian, Gouaux, Guchan és Guchen községekkel határos.

## Népesség
A település népességének változása:
| Lakosok száma | 132  | 132  | 139  | 131  | 131  | 133  | 137  | 140  | 144  |
|               | 2013 | 2015 | 2016 | 2017 | 2018 | 2019 | 2020 | 2021 | 2022 |